# Menahem Golan
Menahém Golan (Tiberias, 1929. május 31. – Jaffa, 2014. augusztus 8.) izraeli filmrendező, producer, forgatókönyvíró.

## Életpályája
Főiskolai tanulmányait az Old Vic-ban végezte Londonban, majd ezután a New York-i Egyetem következett filmművészet szakon.
Karrierje kezdetén színházrendező, majd Roger Corman asszisztense volt. 1963-ban Jorám Globusszal megalapította a Noah Films céget. 1979–1989 között a Cannon Group Inc. alelnöke volt. 1989–től a 21st Century Production Corporation alapító elnöke.
Olyan színészekkel dolgozott együtt, mint Sean Connery, Sylvester Stallone, Chuck Norris, Jean-Claude Van Damme, Charles Bronson.

## Filmjei
| - Fortuna (1967) (rendező és forgatókönyvíró is) - Gyémántok (1975) (rendező és forgatókönyvíró is) - Forró rágógumi, avagy ilyen az eszkimó citrom (1978) - Forró rágógumi 2. – Veled akarok járni! (1979) - Alma (1980) (rendező és forgatókönyvíró is) - Dr. Heckyl és Mr. Hype – Ronda vagyok, de hódítani akarok (1980) - Test és lélek (1981) - Forró rágógumi 3. – Szállj le rólam! (1981) - Lady Chatterley szeretője (1981) - A nindzsa színre lép (1981) (rendező is) - Bosszúvágy II. (1982) - Forró rágógumi 4. – Szoknyavadászok angyalbőrben (1982) - Az utolsó szűz Amerikában (1982) - Éjjeli leszámolás (1983) - Nana (1983) - A gonosz Lady (1983) - Herkules, a világ ura (1983) - A nindzsa bosszúja (1983) - Sapiches (1983) - Forró rágógumi 5. – Hív a szerelem (1984) - Szeretetáradat (1984) - Ütközetben eltűnt (1984) - Mária szerelmei (1984) - A végső megoldás (1984) - Gawain és a zöld lovag (1984) - Bolero (1984) - Nindzsa 3. – A megszállt test (1984) - A nagykövet (1984) - Meghurcolt ártatlanság (1985) - Ütközetben eltűnt 2. – A kezdet (1985) - Szökevényvonat (1985) - Salamon király kincse (1985) - Szerelem bolondjai (1985) - Hot Resort (1985) - Forró rágógumi 6. – Állnak az árbócok (1985) - Életerő (1985) - Amerikai nindzsa (1985) - Mata Hari (1985) - Tomboló terror (1985) - Tiltott szenvedélyek (1985) - Bosszúvágy III. (1985) - Kobra (1986) - Salome (1986) - Camorra – A nápolyi kapcsolat (1986) - Delta kommandó (1986) (rendező is és forgatókönyvíró is) - Murphy törvénye (1986) - America 3000 (1986) - Támadók a Marsról (1986) - Otello (1986) - Lőj a vadászra! (1986) - A Tűzjáró (1986) - Az elveszett aranyváros fosztogatói (1986) - Aladdin (1986) - Egyszemélyes duett (1986) - A király új ruhája (1987) - Túl a csúcson (1987) (rendező is) - Szépség és a szörnyeteg (1987) - Superman 4. – A sötétség hatalma (1987) - He-Man – A világ ura (1987) - Kemény fiúk tánca (1987) - Félénk emberek (1987) - Az első számú célpont (1987) - Hamis riport (1987) - Barbár fivérek (1987) - Amerikai nindzsa 2. – A leszámolás (1987) - Hófehérke és a hét törpe (1987) - Jancsi és Juliska (1987) - Törzsvendég (1987) - Add meg magad (1987) - Bosszúvágy 4. – Véres leszámolás (1987) - Ütközetben eltűnt 3. (1988) - Véres játék (1988) - Randevú a halállal (1988) - Salsa (1988) - Sikoly a sötétben (1988) - Manifesto (1988) - Csizmás kandúr (1988) - A hős és a terror (1988) - A bosszú angyala (1988) - Hanna háborúja (1988) (rendező és forgatókönyvíró is) - Piroska és a farkas (1989) - Tiltott dolog: Kinjite (1989) - Az operaház fantomja (1989) - Szindbád, hét tenger vándora (1989) - Cyborg – A robotnő (1989) - Lambada, a tiltott tánc (1990) (forgatókönyvíró is) - Az élőhalottak éjszakája (1990) - Az utcai vadász (1990) - Telitalálat (1990) - Gyilkosok az utcán (1991) - Captain America (1991) - Víz alatti kommandó (1992) - A Hollandus (1992) (rendező is) - Sivatagi sólyom (1992) - Haláltánc (1992) - Amerikai kiborg (1993) - Emmanuelle 7. – Virtuális valóság (1993) - Bosszúvágy 5. – Bosszú a kedvesemért (1994) - Armstrong (1998) (rendező és forgatókönyvíró is) - Lima – A hallgatáson túl (1999) (rendező és forgatókönyvíró is) - Irány a Grizzly-hegy (2000) - Bűn és bűnhődés (2002) (rendező és forgatókönyvíró is) | - El Dorado (1963) (forgatókönyvíró és színész is) - Ami jó a habókosnak (1969) - Lepke (1975) - A lublini varázsló (1979) - A Brooklyn-hídon túl (1984) - Koldusopera (1990) - A Hollandus (1992) - Csendes áldozat (1993) - Halálos hősök (1994) - Die Tunnelgangster von Berlin (1995) - Versace-gyilkosság (1998) (forgatókönyvíró is) - Ha Shiva MeHodu (2002) - A ketuba (2008) (forgatókönyvíró is) - Szahara (1983) - Majomkaland Afrikában (1987) - Delta kommandó 2. - A kolumbiai kapcsolat (1990) |